# روني باولينو
روني باولينو هو لاعب كرة قاعدة دومينيكاني، ولد في 21 أبريل 1981 في سانتو دومينغو في جمهورية الدومينيكان.

## وصلات خارجية
- روني باولينو على موقع دوري كرة القاعدة الرئيسي (الإنجليزية)
- روني باولينو على موقعبيزبول رفرنس.كوم (الدوري الرئيسي) (الإنجليزية)
- روني باولينو على موقعبيزبول رفرنس.كوم (الدوري الثانوي) (الإنجليزية)
- روني باولينو على موقع إي إس بي إن.كوم (أم.أل.بي) (الإنجليزية)
- روني باولينو على موقع مشجعي الرسوم البيانية (الإنجليزية)